# Discografia dei Moody Blues

## Album in studio
1. The Magnificent Moodies (Go Now - The Moody Blues #1 in U.S.A.) (luglio 1965)
2. Days of Future Passed (novembre 1967)
3. In Search of the Lost Chord (luglio 1968)
4. On the Threshold of a Dream (aprile 1969)
5. To Our Children's Children's Children (novembre 1969)
6. A Question of Balance (agosto 1970)
7. Every Good Boy Deserves Favour (luglio 1971)
8. Seventh Sojourn (novembre 1972)
9. Octave (giugno 1978)
10. Long Distance Voyager (maggio 1981)
11. The Present (settembre 1983)
12. The Other Side of Life (maggio 1986)
13. Sur la mer (6 giugno 1988)
14. Keys of the Kingdom (25 giugno 1991)
15. Strange Times (17 agosto 1999)
16. December (24 novembre 2003)

## Colonne sonore
1. Journey into Amazing Caves (24 aprile 2001)

## Album dal vivo
1. Caught Live + 5 (aprile 1977)
2. A Night at Red Rocks with the Colorado Symphony Orchestra (9 marzo 1993)
3. Hall of Fame (8 agosto 2000)
4. Lovely to See You: Live (15 novembre 2005)
5. Live at the BBC: 1967 - 1970 (28 maggio 2007)
6. Live at the Isle of Wight Festival 1970 (2008)
7. Days of Future Passed Live (23 marzo 2018)
8. The Royal Albert Hall Concert - Dec. 1969 (2023)

## Raccolte
1. In the Beginning (1971)
2. This is The Moody Blues (novembre 1974)
3. A Dream (1976)
4. Out of This World (ottobre 1979)
5. The Moody Blues Story (1979)
6. Voices in the Sky (22 novembre 1984)
7. The Moody Blues Collection (settembre 1985)
8. Superstar Concert Series (2 marzo 1987)
9. Prelude (26 ottobre 1987)
10. Greatest Hits (21 novembre 1989)
11. Time Traveller (settembre 1994)
12. The Best of The Moody Blues (10 ottobre 1996)
13. Anthology (20 ottobre 1998)
14. Classic Moody Blues: The Universal Masters Collection (27 dicembre 1999)
15. The Best of the Moody Blues - The Millennium Collection (7 marzo 2000)
16. The Singles+ (26 ottobre 2000)
17. The Collection (13 agosto 2001)
18. Journey through Time ((7 agosto 2002)
19. Say It with Love (14 gennaio 2003)
20. History (13 maggio 2004)
21. Gold (1º marzo 2005)
22. Classic Artists - Their Fully Authorised Story (2006)
23. Timeless Flight (2013)
24. The Polydor Years 1986-1992 (2014)
25. Nights in White Satin: The Essential (2017)
26. Boulevard De La Madelaine - The Denny Cordell sessions 1966 (2025)

## Singoli
1. Lose Your Money (agosto 1964)
2. Go Now (novembre 1964)
3. I Don't Want To Go On Without You (febbraio 1965)
4. From The Bottom Of My Heart (maggio 1965)
5. Everyday (ottobre 1965)
6. Stop! (marzo 1966)
7. Boulevard de la Madeleine (ottobre 1966)
8. Life's Not Life (gennaio 1967)
9. Fly Me High (maggio 1967)
10. Love And Beauty (agosto 1967)
11. Nights in White Satin (novembre 1967)
12. Tuesday Afternoon (Forever Afternoon) (luglio 1968)
13. Voices In The Sky (luglio 1968)
14. Ride My See-Saw (ottobre 1968)
15. Never Comes The Day (aprile 1969)
16. Watching And Waiting (ottobre 1969)
17. Question (aprile 1970)
18. The Story in Your Eyes (agosto 1971)
19. Isn't Life Strange (aprile 1972)
20. I'm Just a Singer (In a Rock and Roll Band) (dicembre 1972)
21. Steppin' in a Slide Zone (luglio 1978)
22. Driftwood (ottobre 1978)
23. Gemini Dream (maggio 1981)
24. The Voice (luglio 1981)
25. Talking Out Of Turn (novembre 1981)
26. Blue World (agosto 1983)
27. Sitting at the Wheel (agosto 1983)
28. Running Water (ottobre 1983)
29. Under My Feet (febbraio 1984)
30. The Voice (novembre 1984)
31. Your Wildest Dreams (marzo 1986)
32. The Other Side of Life (marzo 1986)
33. I Know You're Out There Somewhere  (maggio 1988)
34. No More Lies (dicembre 1988)
35. Here Comes The Weekend (1988)
36. Say It With Love (1991)
37. Bless the Wings (1991)
38. English Sunset (1999)
39. December Snow (2003)

## Video
1. Legend of a Band (1990)
2. A Night at Red Rocks with the Colorado Symphony Orchestra (1993)
3. The Other Side of Red Rocks (1993)
4. Hall of Fame (2000)
5. Lost Performance - Live in Paris '70 (2005)
6. Live at Montreux 1991 (2005)
7. Lovely to See You: Live (15 novembre 2005)
8. Classic Artists - Their Fully Authorised Story (2006)
9. Days of Future Passed Live (2018)